# Mr.マーダー
Mr.マーダー（Mr.Murder）は、1998年のアメリカのTVシリーズ。

## 概要
ディーン・R・クーンツの同名の小説を原作とするSFサスペンス作品。当初はウーリ・エーデル監督、ブルース・ウィリス主演の大規模な劇場用長編として製作が予定されていた。作品の撮影は1997年末に行われ、実際に放送されるまで1年半を要した。
1998年9月21日にニュージーランドで初放送。その後アメリカのABCで1999年4月26日の午後9時に前編が、同年4月29日の同時刻に後編が放送された。日本ではWOWOWが「Mr.マーダー[完全版] 悪夢のクローン計画」のタイトルで前後編を放送。本編を134分に再編集したVHSも発売された。

## あらすじ
1989年。ある組織の父オスレットと息子のドルーが、体力・知力共に優秀な高校生の遺伝子を利用して軍事利用の為のクローン人間を作ろうと企み、彼を暗殺。同じ頃、小説家のマーティ・スティルウォーターの娘がけがをして病院へ運ばれる。マーティと高校生は病院で血液を採取されるが、手違いで組織にはマーティの血液が運ばれる。マーティの血液を基につくられたクローン人間のアルフィーは著しい速さで成長し、大怪我をものともしない強靭な回復力を手に入れていた。彼をあくまで物として扱う組織と、人間として扱う軍との間で齟齬が生じ、アーメス将軍はプロジェクトを中断しようとするが、クローンに殺される。
5年後。マーティは家族と幸せに暮らしていたが、謎の幻覚に悩まされるようになっていた。一方のアルフィーはマーティと全く同じ見た目に成長。殺し屋として暗躍していたが、愛とは無縁の自分の生活に絶望していた。
暗殺を終えたアルフィーは空港で女性から雑誌にサインを頼まれる。その雑誌では『Mr.マーダー』の名でマーティが取り上げられており、彼を羨んだアルフィーはマーティの自宅へ向かい、病院へ診断を受けに出かけたマーティと入れ替わる形で家に侵入。家じゅうを物色してマーティのことを記憶していく。病院から戻ったマーティは荒らされた部屋を見て訝しむ。そして遂にマーティとアルフィーは鉢合わせするのだった。
マーティを自分の複製だと思い込んでいるアルフィーは『自分の人生を返せ』とマーティに迫り激しく争う。マーティは何とかアルフィーを制圧するも、妻と子供が帰宅。マーティは家族を知り合いの家へ避難させる。家の中に戻るとアルフィーはおらず、車で逃走していた。
現場に訪れた警察は飛び散った血量の多さに不信感を抱き、マーティが本の宣伝のために虚偽の通報をしたのではないかと疑う。妻もこの異様な状況で彼を信じ切れずにいた。そんな折、アルフィーが子供たちをさらっていってしまう。マーティは何とか家族を取り戻し、警察に助けを求めるも、現場で採取された指紋が1種類しかないことを証拠に自首を勧められる。
アルフィーは超能力でマーティの脳を乗っ取りスティルウォーター一家の居場所を把握しようとするが、マーティの抵抗によって阻止されたので、クローンはマーティの両親への接触を図る。
事件が新聞に顔写真付きで取り上げられたのを知ったマーティは急いで銀行から財産を引き出そうとするが、その間にまたしてもアルフィーに脳を乗っ取られて居場所が知られてしまい、彼から尾行される。銀行の近くでマーティを目撃した数名の証言に不可解な点があり、警察はクローンの存在という可能性を視野に入れ始める。
ガソリンスタンドを訪れたマーティらをアルフィーが追うが、マーティは機転を利かせてアルフィーをトイレに閉じ込める。だがそこへ、クローンを回収しにやってきたドルーが間違えてマーティを連れて行ったことでマーティとアルフィーが入れ違いになる。マーティは組織の人間を振り払って家族の元へ向かう。
アルフィーはマーティの家族と夕食を食べて過ごしていたが、家族にカマをかけられたことでボロが出てクローンであることが悟られる。同時にマーティが家族と合流し、小屋に身を隠した一家とクローンの戦いが始まる。同じ頃、事態を重く見たオスレットは全てを公表することを決めるも、それを快く思わないドルーによって毒殺される。
アルフィーと戦うマーティの前にドルーが現れる。一家を殺そうと銃を向けるドルーに激しい怒りを覚えたアルフィーは彼を抱えたまま建物から飛び降りてドルー共々命を落とす。2年後、警察の捜査により事件の全貌が明るみに出る。スティルウォーター一家は消息不明という扱いになっているが、偽名を使って出版を続けつつ家族と世界を回って暮らしている。

## キャスト
| 役名                                    | 俳優                         | 日本語吹替 | 日本語吹替 |
| 役名                                    | 俳優                         | VHS版      | WOWOW版    |
| --------------------------------------- | ---------------------------- | ---------- | ---------- |
| マーティ・スティルウォーター/アルフィー | スティーヴン・ボールドウィン | 松本大     | 藤原啓治   |
| ドリュー・オスレット・シニア            | ジェームズ・コバーン         | 小林清志   | 小林清志   |
| ドリュー・オスレット・ジュニア          | トーマス・ヘイデン・チャーチ |            | 谷口節     |
| ペイジ                                  | ジュリー・ワーナー           |            | 野沢由香里 |
| ローボック警部                          | ビル・スミトロヴィッチ       |            | 幹本雄之   |
| シャーロット                            | ケイリー・クオコ             | 田口宏子   | 小林さやか |
| エミリー                                | ブリトニー・リー・ハーヴェイ |            | 黒田弥生   |
| ジェームス                              | ドン・フッド                 |            | 益富信孝   |
| アリス                                  | K・キャラン                  |            | 有馬瑞香   |
| アーメス将軍                            | ダン・ラウリア               | 宮田光     | 小山武宏   |
| カール・クロッカー                      | ドン・マクマナス             |            | 水野龍司   |
| クレイドン・ラモント将軍                | デニス・クリーガン           |            | 岩田安生   |
| ベアトリス・デル・リオ刑事              | ベルティラ・ダマス           |            | 叶木翔子   |
| ジョン・ウェクセル                      | リチャード・リール           |            | 宝亀克寿   |
| ジェームズ・エワルド上院議員            | ブランドン・スミス           |            | 石波義人   |